# Limenitis pione
Limenitis pione är en fjärilsart som beskrevs av Frederick DuCane Godman och Osbert Salvin 1884. Limenitis pione ingår i släktet Limenitis och familjen praktfjärilar. Inga underarter finns listade i Catalogue of Life.